# Kolliger Mühle

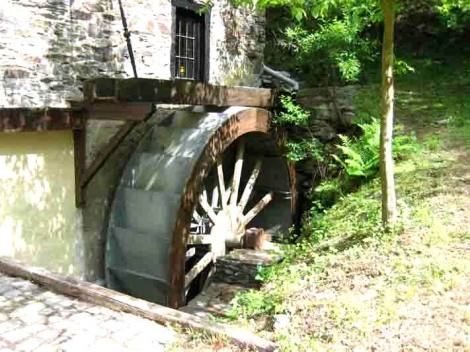
La rueda del molino de agua.

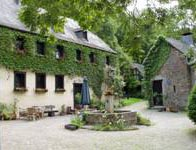
Wohnhaus.

La Kolliger Mühle es un molino de agua en la región alemana de Eifel, a 30 km al oeste de Coblenza y a 13 del Mosela, en la ciudad Kollig (Renania-Palatinado). 50°15′37″N 7°15′08″E / 50.260143, 7.252100
El movimiento giratorio de la rueda del molino se obtiene a partir del agua corriente del arroyo Elzbach, un afluente del Mosela. La Kolliger Mühle es uno de los numerosos molinos de agua de la región. Otros molinos en los alrededores son la Gehringer Mühle y la Ölmühle. 
Probablemente, la parte más antigua del molino se remonte al siglo XVII. A lo largo de los siglos las construcciones que fueron ampliando la Kolliger Mühle se restauraron, pero respetando su aspecto histórico. 
Cuatro edificios integran el complejo de la Kolliger Mühle: el „Wirtschaftsgebäude“ con las instalaciones de la calefacción central y del abastecimiento de agua, el „Wohnhaus“ (casa para vivir) con la rueda del molino, un antiguo gallinero y una antigua porqueriza. El gallinero y la porqueriza fueron reformados y sirven ahora de casas: el gallinero funciona como Gästehaus (casa para los invitados, casa rural) y la porqueriza reformada es la casa de los propietarios. 
Los muros y las paredes se construyeron con entramados de madera y esquistos. Los techos también están cubiertos de tejas de esquito. Entre las construcciones hay un patio pavimentado con adoquines con una fuente central. Junto a la entrada al terreno de la Kolliger Mühle hay una pequeña capilla.
Una de las ramas del Camino de Santiago pasa cerca de la Kolliger Mühle. Los peregrinos pueden alojarse en el complejo.